# Наш избор (књига)
Наш избор: путеви решавања климатске кризе  (енгл. Our Choice: A Plan to Solve the Climate Crisis) је стручна монографија аутора Ал Гора (енгл. Al Gore), објављена 2008. године. Српско издање објавила је издавачка кућа "Геопоетика" 2010. године у преводу Зорана Пауновића.

## О аутору
Ал Гор (1948) је суоснивач и председник Current ТВ-а, која је добитник награде Еми; суоснивач Generation Investment Menagementa; партнер је у фирми Kleiner Perkins Caufield & Byers, члан борда директора Applea и виши саветник у Гуглу.
На Универзитету Middle Tennessy State u Murfrisborou је гостујући професор. Гор је и председавајући непрофитне организације основане да помогне у решавању климатске кризе, Алијансе за заштиту климе.
Члан Америчког конгреса је постао 1976. Члан Сената Сједињених Држава је био члан 1984. и 1990. године. Године 1993. постао је 45. потпредседник Сједињених Америчких Држава и на том положају остао осам година. Гор је био један од добитника Нобелове награде за мир 2007. Аутор је следећих књига: Земља у равнотежи: екологија и људски дух, Неугодна истина и Напад на разум. Са супругом живи у Нешвилу, у држави Тенеси.

## О књизи
Превазићи климатску кризу је заједнички циљ целог човечанства. Потребно је створити услове да живот будућих нараштаја буде здравији и напреднији. Алатке неопходне за преважилажење климатске кризе су нам надохват руке, а оно што нам је потребно јесте колективна воља.
Књига Наш избор на једном месту окупља сва најефикаснија решења која су нам у овом тренутку на располагању, и која могу удружена решити кризу. Циљ књиге јесте да инспирише читаоце да нешто предузму - не само на индивидуалном нивоу већ учешћем у политичким процесима у оквиру којих ће се свака земља, и свет као целина, суочити са избором који је пред нама.
Ал Гор сматра да климатску кризу можемо да превазиђемо и да је извесно да ће то бити тежак задатак, али ако одлучимо да је превазиђемо, не сумња да можемо да успемо и да ћемо успети.
Наш избор је позив на акцију за оне који су спремни да се боре за решења која заиста функционишу, укључујући и неке смеле иницијативе које су се пре кратког времена сматрале немогућим, али сада добијају подршку широм света.

### Штампа књиге
Северноамеричка издања књиге Наш избор су штампана на стопроцентном рециклираном папиру који је направљен специјално за њу. Садржи 10% отпада од искоришћених појединачних производа, док остатак потиче од индустијског отпада. Оригинално издање носи ознаку CarbonNeutral.
За штампу књиге на српском издању коришћен је еколошки волуминозни папир Euro Bulk, чије коришћење доприноси смањењу емисије гасова, повећању коришћења обновљивих извора енергије,промовисању одговорног руковођења шумама, смањење чврстог отпада и побољшању квалитета воде, промовисању употребе рециклираних материјала, и укупне заштите животне средине.